# Par force !
Par force ! (en allemand Par force!) est une polka rapide de Johann Strauss II (op. 308). L'œuvre est créée le 8 février 1866 à la Redoutensaal de la Hofburg de Vienne.

## Histoire
La polka est écrite pour le carnaval de 1866 et créée à l'occasion d'un événement caritatif, le Blindenball à la Hofburg de Vienne. Compte tenu du grand nombre de compositions des trois frères Strauss cette année-là, peu d’attention est accordée à cette œuvre. Elle est ensuite quelque peu oubliée et est rarement, voire jamais, jouée. Cela s'explique également par le fait que les nombreuses compositions du compositeur s'excluent parfois les unes les autres des répertoires de concert, étant en nombre excédentaire. 

## Durée
Sa durée d'exécution est de 2 minutes et 35 secondes. Elle peut varier selon l'interprétation musicale du chef d'orchestre. 

## Postérité
- Strauss utilise un motif de cette polka dans le couplet Kriegsabenteuer des Koloman Zsupandans le troisième acte de l'opérette Der Zigeunerbaron[réf. souhaitée].
- En 1978, la pièce est jouée lors du célèbre concert du nouvel an à Vienne, sous la direction de Willi Boskovsky.